# Lequio Tanaro
Lequio Tanaro (piemontiul: Lequi) település Olaszországban, Piemont régióban, Cuneo megyében. Lakosainak száma 743 fő (2023. január 1.). Lequio Tanaro Bene Vagienna, Dogliani, Farigliano, Monchiero, Narzole, Novello és Piozzo községekkel határos.

## Népesség
A település lakossága az elmúlt években az alábbi módon változott:
| Lakosok száma | 771  | 752  | 743  |
|               | 2017 | 2018 | 2023 |